# 前橋市立前橋高等学校
前橋市立前橋高等学校（まえばししりつまえばしこうとうがっこう）は、群馬県前橋市上細井町にある高等学校。

## 概要
前橋市唯一の市立高校で、通称は「市立前橋（イチリツマエバシ）」または「前市（マエイチ）」、「市前（イチマエ）」などである。共学化前は女子高校であり、通称は「前市女（マエシジョ）」であった。女子校時代、卒業生の主な進路は就職もしくは短大・専門学校への進学だった。しかし、1994年度に男女共学の普通高校となった以後は大学進学にも力を入れ始め、90%以上の生徒が県内国公立大学や県内外の私立大学をはじめ短大、専門学校等へ進学している。
古くは前橋市とその周辺の名士の娘を教育する場と言われていた学校であり、戦後もその評価はあまり変わらなかった1994年度以後は男女共学の普通高校に再編され、進路実現のための各種方策と部活動の一層の振興を柱に取り組んでいる。なお、前橋市立唯一の高校として、全教室をはじめ校舎内の施設に冷暖房が完備するなど学校施設全般に亘り充実しているのが特徴。

### 学科
- 普通科　1学年6クラス編成

### 部活動
バスケットボール部、弓道部、体操部はインターハイ出場の常連校。また、吹奏楽部は以前までは日本管楽合奏コンテストで最優秀グランプリを受賞するなど全国クラスのレベルにあった。

## 沿革
前橋市立前橋高等学校は、1928年2月27日に、前橋市議会にて「前橋市立高等家政女学校の設立」が決議され、7月31日に文部大臣より設置許可を受け、1929年4月1日に前橋市三河町に前橋市立高等家政女学校として開校、4月12日より授業を開始する。一部四年制100名、二部二年制52名、専攻科一年制0名での始業であった。戦後専攻科は廃止されるが、さらに戦後の新制学校移行時には2部制を廃して普通科と家政科を併設した。
- 1928年2月27日 - 前橋市議会において「前橋市立高等家政女学校の設立」を決議
- 1928年7月31日 - 文部大臣より設置許可
- 1929年4月1日 - 前橋市芳町18番地（現・三河町）にて前橋市立高等家政女学校創立
- 1929年4月12日 - 授業開始（一部4年制100名・二部2年制52名・専攻科1年制0名）
- 1929年7月20日 - 開校記念祝賀式
- 1943年4月1日 - 前橋市立高等女学校と改称
- 1947年4月1日 - 一部5年制・二部3年制（専攻科廃止）
- 1947年12月15日 - PTA結成大会開催
- 1948年4月1日 - 前橋市立女子高等学校と改称
- 1948年4月10日 - 新制高校開校式（普通科・家政科併設、二期制・週5日制）
- 1948年5月22日 - 前橋市立女子高等学校開校式（この日が開校記念日）
- 1949年5月17日 - 定時制入学式（生徒70名）
- 1949年10月14日 - 創立20周年記念式典
- 1953年4月1日 - 週6日制に復帰
- 1956年4月1日 - 普通科4クラス200名・家政科3クラス150名となる
- 1959年4月1日 - 普通科5クラス250名・家政科3クラス150名となる
- 1960年5月22日 - 新校舎に移転（前橋市日吉町2丁目15番6号）
- 1962年3月31日 - 同窓会館竣工
- 1963年4月1日 - 普通科6クラス300名・家政科3クラス150名となる
- 1963年5月22日 - 創立35周年記念式典並びに校舎移築完成記念式
- 1967年3月22日 - 定時制募集停止
- 1967年4月1日 - 3学期制に復帰
- 1968年7月 - PTAがトレーニングセンター敷地約3000坪を勢多郡宮城村に購入 → 1995年、前橋市へ寄付
- 1970年3月8日 - 定時制閉校式
- 1970年4月1日 - 生徒募集定員405名となる
- 1973年4月1日 - 必修クラブを週1単位実施
- 1978年4月1日 - 学校完全無人化実施
- 1978年10月25日 - 生活館開館式挙行。「けやき館」と命名
- 1979年11月13日 - 創立50周年記念式典
- 1988年2月 - 「前橋市立女子高校五十年史」刊行
- 1989年11月18日 - 創立60周年記念式典
- 1992年 - 前橋市教育委員会が「前橋市立女子高等学校振興計画」を定める
- 1993年4月1日 - 生徒募集定員396名となる
- 1994年4月1日 - 前橋市立前橋高等学校と改称。新制服・新校歌・新校訓・新校章制定。家政科募集停止。
- 1994年4月1日 - 生徒募集定員336名となる（普通科女子7クラス・理工コースA男女1クラス）
- 1994年5月21日 - 新校名発足記念式典
- 1995年4月1日 - 生徒募集定員280名となる（普通科女子6クラス・理工コースA男女1クラス）
- 1996年2月8日 - 新校舎着工
- 1997年4月1日 - 新校舎移転（前橋市上細井町2211番地3）。生徒募集定員普通科男女240名
- 1997年5月22日 - 移転開校記念式典
- 1998年4月1日 - 新「けやき館」開館（同窓会室を含む）
- 1998年11月26日 - 弓道場完成
- 1999年11月6日 - 創立70周年記念式典（モニュメント等設置）
- 2001年1月24日 - 野球場第1期工事完了
- 2002年2月28日 - アーチェリー場完成
- 2009年5月22日 - 創立80周年記念式典（紅白幕・懸垂幕等設置）
- 2010年2月13日 - 野球屋内練習場完成
- 2012年2月4日 - 人工芝サッカーグラウンド・陸上走路完成

## 著名な出身者
- 石関由香里 - 体操競技選手
- ふくだみゆき - 映画監督、アニメーション作家
- 水野真由美 - 俳人（旧・前橋市立女子高等学校)
- あんびるやすこ - 児童文学作家（旧・前橋市立女子高等学校)

## その他
同市内には群馬県立前橋高等学校も存在する。